# Heinrich Himmel von Agisburg

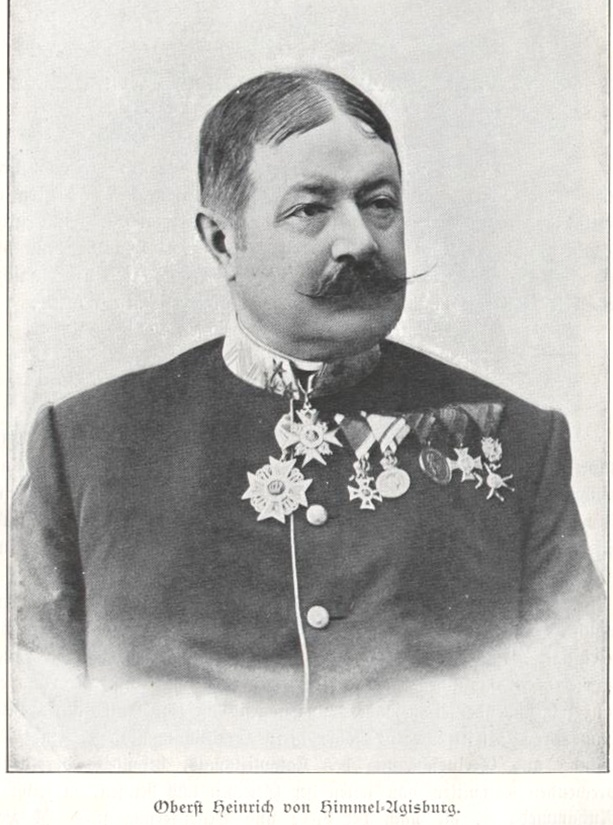
Heinrich Himmel von Agisburg

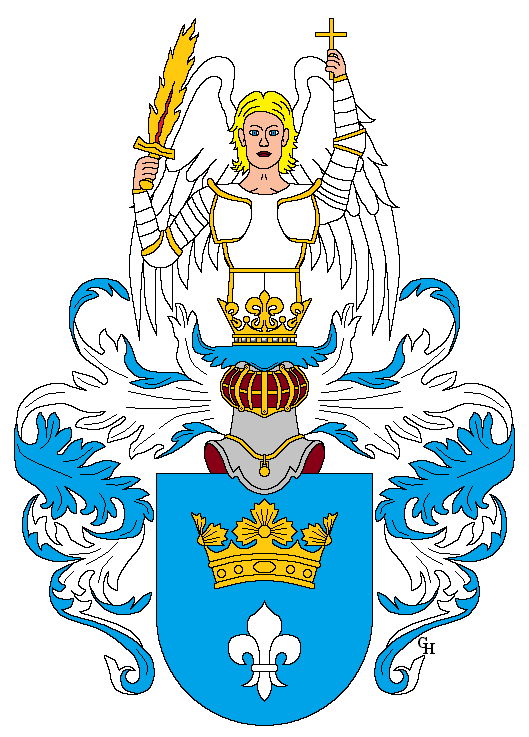
Wappen des Heinrich Himmel von Agisburg, 1890.

Heinrich Himmel von Agisburg (* 3. Mai 1843 in Mährisch Schönberg; † 28. März 1915 in Brixen) war ein österreichischer Adeliger, Generalmajor und katholischer Aktivist.

## Leben
Die Himmels stammten ursprünglich aus Loslau (Oberschlesien). Heinrich Himmels Urgroßvater Johannes († 1833) begründete als Gubernial-Kanzleibeamter zu Brünn den österreichischen Staatsdienst in der Familie.
Ohne Adelstitel geboren trat Heinrich Himmel 1859 in die österreichische Armee ein, wurde 1863 Leutnant und nahm an den Feldzügen von 1866 (Deutscher Krieg), 1878 (Okkupation von Bosnien und Herzegowina) und 1882 (Insurrektionskämpfe in Bosnien und Herzegowina) teil. 1877 avancierte er zum Hauptmann, 1888 zum Major. Mit kaiserlichem Diplom vom 21. April  1890 erhob man den Offizier unter dem Namen Heinrich Himmel von Agisburg in den erblichen Adelsstand.
Als Angehöriger des k.u.k. Ungarischen Infanterie-Regiments Nr. 6 wurde er 1892 Oberstleutnant und militärischer Erzieher von Erzherzog Ladislaus Philipp von Österreich (1875–1895). Schließlich beförderte man Himmel von Agisburg 1895 zum Oberst, 1896 trat er in den Ruhestand. 1908, zum 60. Regierungsjubiläum Kaiser Franz Josephs, erhielt der Veteran den Titel eines Generalmajors. Als Ehrenbürger von Abfaltersbach (Tirol) starb er 1915 in Brixen. Er trug  u. a. das Ritterkreuz des Leopold-Ordens, das Komturkreuz des Franz-Joseph-Ordens mit Stern sowie die silberne Militär-Verdienstmedaille am Bande des Militärverdienstkreuzes.

## Wallfahrtsorganisator
Heinrich Himmel von Agisburg war ein gläubiger und engagierter Katholik. Er hatte Indien, Südamerika, Nordafrika und Palästina bereist. 1884 hielt er sich in Jerusalem auf. Er wohnte im Österreichischen Hospiz zur Heiligen Familie und stellte mit Erstaunen fest, dass er dort der einzige Gast war. Auch an den Pilgerstätten traf er nur ganz vereinzelt Katholiken aus dem deutschen Sprachraum bzw. dem Habsburgerreich an. Himmel von Agisburg beschloss deshalb das Pilgerwesen ins Heilige Land zu fördern. Zunächst veröffentlichte er 1889 seine Reiseerinnerungen unter dem Titel Eine Orientreise. Nach seiner Pensionierung rief er in Brixen einen Palästinapilgerverein ins Leben und organisierte 1898 die erste Tiroler Volkswallfahrt ins Heilige Land, an der 507 Pilger teilnahmen. Es folgten weitere sechs Großwallfahrten nach Israel, die alle von dem Offizier organisiert, z. T. sogar selbst angeführt wurden, darunter 1900 eine Gruppe aus dem Rheinland und 1903 die erste Schweizer Volkswallfahrt.
Auf seine Initiative hin bildeten sich weitere Pilgervereine, so auch der Bayerische Pilgerverein vom Heiligen Land. Zu dessen Gründungsversammlung am 10. November 1903 reiste Heinrich Himmel von Agisburg speziell nach München; Vorsitzender wurde der dortige Mitinitiator Domkapitular Sebastian Kirchberger (1846–1919). Beide konnten hier auf die Vorarbeit des Priesters Hermann Geiger (1827–1902) aufbauen, der zuvor bereits kleinere „Pilgerkaravanen“ aus Bayern nach Israel geführt hatte und die erste Bayerische Volkswallfahrt ins Heilige Land, mit 538 Teilnehmern, fand schon im Juli 1904 statt.
Heinrich Himmel von Agisburg gelang es die Wallfahrt nach Palästina im deutschen Sprachraum erstmals seit dem Mittelalter wieder im größeren Umfang populär zu machen und als kostengünstige Gemeinschaftspilgerreise zu organisieren. In diesem Zusammenhang zeichnete ihn der Papst mit dem Ritterkreuz des Gregoriusordens aus, der Lateinische Patriarch von Jerusalem mit dem Komturkreuz des Ritterordens vom Heiligen Grab.